# Drunkning
Drunkning definieras som:
| ”                                                                     | en process som resulterar i livshotande syrebrist efter immersion/submersion i vätska. Personen kan som resultat av detta avlida eller överleva med eller utan skador. | „ |
| – Svenska Livräddningssällskapet Svenska rådet för hjärt-lungräddning | |   |

Med immersion menas att en person är omsluten av vätska men har huvudet ovanför ytan. Submersion innebär att även huvudet är under vätskeytan.
2003 rekommenderade International Liaison Committee on Resuscitation (ILCOR) att termer såsom "aktiv drunkning", "passiv drunkning", "tyst drunkning", "torrdrunkning", "våtdrunkning" och "sekundär drunkning" ej längre skulle användas inom sjukvården eller i vetenskapliga rapporter.

## Medicinsk dödsorsak
Drunkning kan leda till döden. I samband med att vatten landar mot stämbanden sker en reflexsammandragning av andningsvägen (kramp). Inget utbyte av syre och koldioxid kan ske och därmed stiger koldioxidhalten i blodet och syrebrist inträder vilket sedan leder till medvetslöshet. När krampen då släpper rusar vatten in i lungorna och döden inträffar.
Detta till trots kan döden även inträffa utan att lungorna blir vattenfyllda. I dessa fall är det syrebristen i blodet som leder till hjärtstillestånd.  
Den medicinska orsaken till drunkning skiljer sig om den sker i saltvatten eller sötvatten. Drunkning i sötvatten leder till att lungorna vattenfylls (ödem), vilket i sin tur leder till ett högt kolloidosmotiskt tryck över alveol-kapillärväggen. Det leder till osmos av vatten över till lungkapillärerna. Här får man en utspädning av blodet som förutom elektrolytrubbningen även bidrar med ökad cirkulerande blodvolym.
Röda blodkroppar lyserar på grund av att mikromiljön är hypoton. Kaliumstegring på grund av blodkroppssönderfallet Koncentrationen av elektrolyter sjunker över lag vilket i sin tur leder till hjärtrubbningar, vilket kan vara en av dödsorsakerna.
Drunkning i saltvatten leder till en hyperton miljö i blodkärl, vilket i sin tur ökar elektrolytkoncentrationerna och död inställer sig på grund av kvävning. Lungvävnaden är vätskefylld och inget gasutbyte kan ske.

## "Sekundär drunkning" – ARDS
En person som varit med om ett allvarligt drunkningstillbud och andats in vätska i lungorna kan drabbas av nytillkommen andnöd flera timmar efteråt. Termen "Sekundär drunkning" har använts för att beskriva utvecklingen av svår andnöd i form av acute respiratory distress syndrome (ARDS) hos en person som verkat tillfriskna efter ett drunkningstillbud.
Orsaken är att vätska, i samband med en drunkning, tränger ned i lungorna och orsakar syrebrist samt en lokal skada i lungblåsorna. Mellan lungor och blodbanan passerar normalt enbart syrgas och koldioxid, men den lokala skadan i lungan kan göra att vätska passerar från blodbanan tillbaka till lungorna vilket kan resultera i ett livshotande lungödem med vätska och skum i lungorna vilket allvarligt försämrar syreupptagningen. Det kan ske flera timmar efter händelsen. Enligt Svenska rådet för hjärt-lungräddning (HLR rådet) är det dock sällsynt med "Sekundär drunkning" i samband med bad.

## Orsaker till drunkning
Enligt en utredning om drunkningsolyckor i Finland sommaren 2010 och påföljande vinter konstateras de flesta olyckorna hade samband med simning och badande (32 %), båtar (30 %) och fall i vatten i andra sammanhang (25 %). Av olyckorna i samband med simning och båtar är det att märka att de sällan inträffade vid längre simturer eller egentligt båtliv; oftast gällde det högst 10 meters simsträcka respektive små båtar nära stranden. Andra olycksorsaker var till exempel bristande is, fordon som hamnar i vattnet av andra orsaker och badkarsolyckor. Tre av fem personer var alkoholpåverkade vid olyckan. Sex av sju (85 %) var män. Av 329 dödsfall i samband med vatten ansågs två tredjedelar (228) vara olycksrelaterade, medan de andra var självmord, sjukdomsfall och i några fall brott mot liv. I 7 % av olycksfallen var dödsorsaken en annan än drunkning, såsom hypotermi, skador eller förgiftning.

## Drunkning i Sverige
I Sverige omkom i början av 1900-talet omkring 1000 personer varje år för att därefter minska och omkring 2000-talet stabiliseras på mellan 100 och 140 fall per år.